# デーヴァブーティ
デーヴァブーティ（DevabhutiまたはDevbhomi、在位：紀元前83年 – 紀元前75年）は、古代インドのシュンガ朝の最後の王である。大臣ヴァースデーヴァ（ヴァスデーヴァ）によって暗殺された。デーヴァブーティの死によってシュンガ朝は滅び、カーンヴァ朝に取って代わられた。

## 治世
シュンガ朝はプシャミトラ王にまるが、後期の王たちは、ほとんど実権を持たず、大臣たちの操り人形に過ぎなかった。バーナバッタの韻文『ハルシャカリタ』によると、王の下女の娘が王妃に変装し、その手引きによって、宰相のヴァースデーヴァ・カーンヴァがデーヴァブーティを殺害したとしている。
王は過度の色好みで、官能的な快楽に興じていたとされている。
| 先代 バーガバードラ | シュンガ王 83–75 BCE | 次代 カーンヴァ朝 |